# Giacomo Colonna (cardinale XIII secolo)
Giacomo o Jacopo  Colonna (Roma, 1250 circa – Avignone, 14 agosto 1318) è stato un cardinale italiano.
Era figlio di Oddone di Giordano, signore di Colonna, e di Margherita Orsini. Era fratello di Giovanni che ricoprì più volte la carica di Senatore di Roma e della beata Margherita Colonna, fu anche zio del cardinale Pietro Colonna e prozio del cardinale Giovanni Colonna.

## Biografia
Appartenente alla nobile famiglia romana omonima, fu elevato al rango di cardinale della Chiesa cattolica da papa Niccolò III il 13 marzo 1278, assumendo il titolo di diacono di Santa Maria in Via Lata; nel 1288 divenne anche Arciprete della Basilica Liberiana, titoli che tenne sino al 10 maggio 1297, quando venne deposto da papa Bonifacio VIII appartenente alla famiglia dei Caetani, e rivale dei Colonna, in seguito alla dichiarata nullità che Giacomo e suo nipote Pietro con il manifesto di Lunghezza fecero sulla sua elezione papale.
La reazione di Bonifacio VIII non si fece attendere: i due cardinali furono destituiti e in una bolla definiti "dannata stirpe e del loro dannato sangue" e costretti a trovare rifugio presso la corte di Filippo IV di Francia detto il Bello, anch'egli in cattivi rapporti con il papato.
Si susseguirono il cosiddetto oltraggio di Anagni cui seguì poco dopo la morte di Bonifacio VIII, e lo spostamento della sede papale ad Avignone, in Francia.
Qui Giacomo Colonna fu reinsediato il 17 dicembre 1305 da papa Clemente V sia come cardinale che come Arciprete della Basilica Liberiana e divenne cardinale protodiacono. Il 7 dicembre 1307 assunse il titolo cardinalizio di San Lorenzo in Lucina.
Morì ad Avignone il 14 agosto 1318. I suoi resti vennero successivamente traslati nella Basilica Liberiana.
In suo onore, suo nipote Pietro iniziò nel 1339 la costruzione dell'ospedale di San Giacomo degli Incurabili a Roma.

## Conclavi
Durante il suo periodo di cardinalato, Giacomo Colonna partecipò ai seguenti conclavi:
- conclave del 1280-1281, che elesse papa Martino IV
- conclave del 1287-1288, che elesse papa Nicola IV
- conclave del 1292-1294, che elesse papa Celestino V
- conclave del 1294, che elesse papa Bonifacio VIII
- conclave del 1314-1316, che elesse papa Giovanni XXII

mancò invece i conclavi:
- conclave del 1285, che elesse papa Onorio IV
- conclave del 1303, che elesse papa Benedetto XI
- conclave del 1304-1305, che elesse papa Clemente V